# Georg Krog
Georg Krog (* 2. Juli 1915 in Bergen; † 6. Juli 1991) war ein norwegischer Eisschnellläufer. Bei den Olympischen Winterspielen 1936 in Garmisch-Partenkirchen gewann er die Silbermedaille über 500 m.
Wie sich später ergab, war der dreifache Goldmedaillengewinner, sein Landsmann Ivar Ballangrud, in dieser Disziplin wahrscheinlich eine Sekunde zu früh, mit 43,4 s gegenüber Krogs 43,5 s,  gestoppt worden, so dass Krog klar die Goldmedaille zugestanden hätte. Krogs Bestzeit über 500 m steht bei 42,0 s. Bei der Allround-Eisschnelllauf-Weltmeisterschaft 1937 gewann er die Disziplin in 42,9 s.
Der in Bergen geborene Krog war ein Großenkel des Politikers Hans Jensen Krog. Er trat an für die Vereine Drammens Skøiteklub, Gimsøy Idrettsforening und Oslo Skøiteklub. 1940 war der Jurist engagiert bei den Verhandlungen über den Zusammenschluss des Norwegischen Sportbundes mit dem Arbeitersportbund. Von 1961 bis 1965 war er Vorsitzender des Norwegischen Eislaufverbandes. Nach seiner Laufbahn als Sportler arbeitete er als Rechtsanwalt.

## Persönliche Bestzeiten
| Strecke  | Zeit    | Datum       | Jahr | Ort                  |
| -------- | ------- | ----------- | ---- | -------------------- |
| 500 m    | 42,0    | 31. Januar  | 1939 | St. Moritz           |
| 1000 m   | 1.33,9  | 23. Februar | 1938 | Kolbotn              |
| 1500 m   | 2.14,9  | 29. Januar  | 1939 | Davos                |
| 3000 m   | 5.06,8  | 25. Januar  | 1936 | Frogner-Stadion Oslo |
| 5000 m   | 8.46,2  | 27. Januar  | 1939 | Davos                |
| 10 000 m | 18.52,4 | 13. Februar | 1939 | Frogner              |